# Ernst von Harnack
Pour les articles homonymes, voir Harnack.
Wolf Oscar Ernst Harnack, à partir de 1914 von Harnack (né le 15 juillet 1888 à Marbourg et mort le 5 mars 1945 à Berlin-Plötzensee) est président du district de Mersebourg, homme politique allemand et combattant de la résistance contre le national-socialisme.

## Famille
Harnack est le fils du théologien Adolf von Harnack (1851–1930) et d'Amalie Thiersch (1858-1937), petite-fille du chimiste Justus von Liebig de la maison baronniale hessoise von Liebig (de).
Il se marie le 29 mars 1916 à Hindenburg-en-Haute-Silésie avec Anna (Änne) Wiggert (née le 5 octobre 1894 à Göttelborn, arrondissement d'Ottweiler  et morte le 22 août 1960 à Berlin-Zehlendorf), fille du conseiller royal secret prussien Ernst Wiggert et d'Elisabeth Schmidt. Avec elle, il a deux fils et trois filles, dont le pédiatre Gustav-Adolf von Harnack (de) (1917-2010) et le lieutenant Helmut von Harnack (1918-1942).
Sa sœur aînée est la militante des droits des femmes et écrivaine Agnes von Zahn-Harnack (1884-1950), son frère cadet le bibliothécaire et auteur Axel von Harnack (1895-1974).
Ses cousins Arvid (Orchestre rouge) et Falk Harnack (La Rose blanche) et Klaus Bonhoeffer, le mari de sa cousine sont également dans la résistance.

## Biographie
Après une année de cours privés, Harnack étudie au lycée de Joachimsthal de Berlin, où il passe son Abitur à Pâques 1907. Il étudie ensuite trois semestres de droit à l'université de Marbourg, où il devient membre de la Marburger Burschenschaft Germania (de) en 1907, et quatre semestres à Berlin. Le 6 mai 1911, il réussit le premier examen juridique puis commence une formation au tribunal de district de Berlin-Lichterfelde. Du 1er octobre 1911 au 30 septembre 1912, il accomplit son service militaire en tant que volontaire d'un an au 12e régiment de hussards à Torgau. Du 2 août 1914 au 15 mai 1915, il participe à la Première Guerre mondiale et travaille ensuite pour le commissaire civil en Pologne russe.
Il commence sa carrière dans la fonction publique le 8 mars 1913, lorsqu'il est employé comme stagiaire gouvernemental au gouvernement d'Oppeln. Le 29 juin 1918, il est nommé assesseur du gouvernement au ministère des Sciences, des Arts et de l'Instruction publique et le 24 janvier 1921, il est promu conseiller de gouvernement.
Du 15 août 1921 au 9 novembre 1923 et du 1er juin 1924 au 31 mai 1925, il occupe le poste d'administrateur de l'arrondissement d'Hersfeld (de), entre-temps, il est administrateur par intérim de l'arrondissement de Randow (de) dans la province de Poméranie. Le 1er juin 1925, il est nommé vice-président du district de Hanovre (de). Le 1er avril 1927, Harnack occupe la même fonction à Cologne.
Le 8 août 1929, il prend les fonctions de président du district de Mersebourg dans la province de Saxe. Il exerce cette fonction jusqu'au 21 juillet 1932. Il est démis de ses fonctions après le « coup de Prusse » de Papen le 20 juillet 1932 contre le gouvernement social-démocrate d'Otto Braun. Il s'installe ensuite à Berlin.
Le 27 novembre 1921, il est élu au comité directeur de l'"Association des religieux socialistes"  nouvellement créé. Le 1er janvier 1922, il démissionne de la Marburger Burschenschaft Germania après des désaccords répétés sur son appartenance au SPD. Il a notamment exigé que toute la lumière soit faite sur les événements de Mechterstädt (de). Bien que le conseil d'honneur de la Burschenschaft ne voit vu aucune raison de l'exclure, Harnack déclare que son appartenance au parti pourrait entraîner d'autres conflits avec ses confrères. Avec l'accord du conseil d'honneur, il démissionne donc.

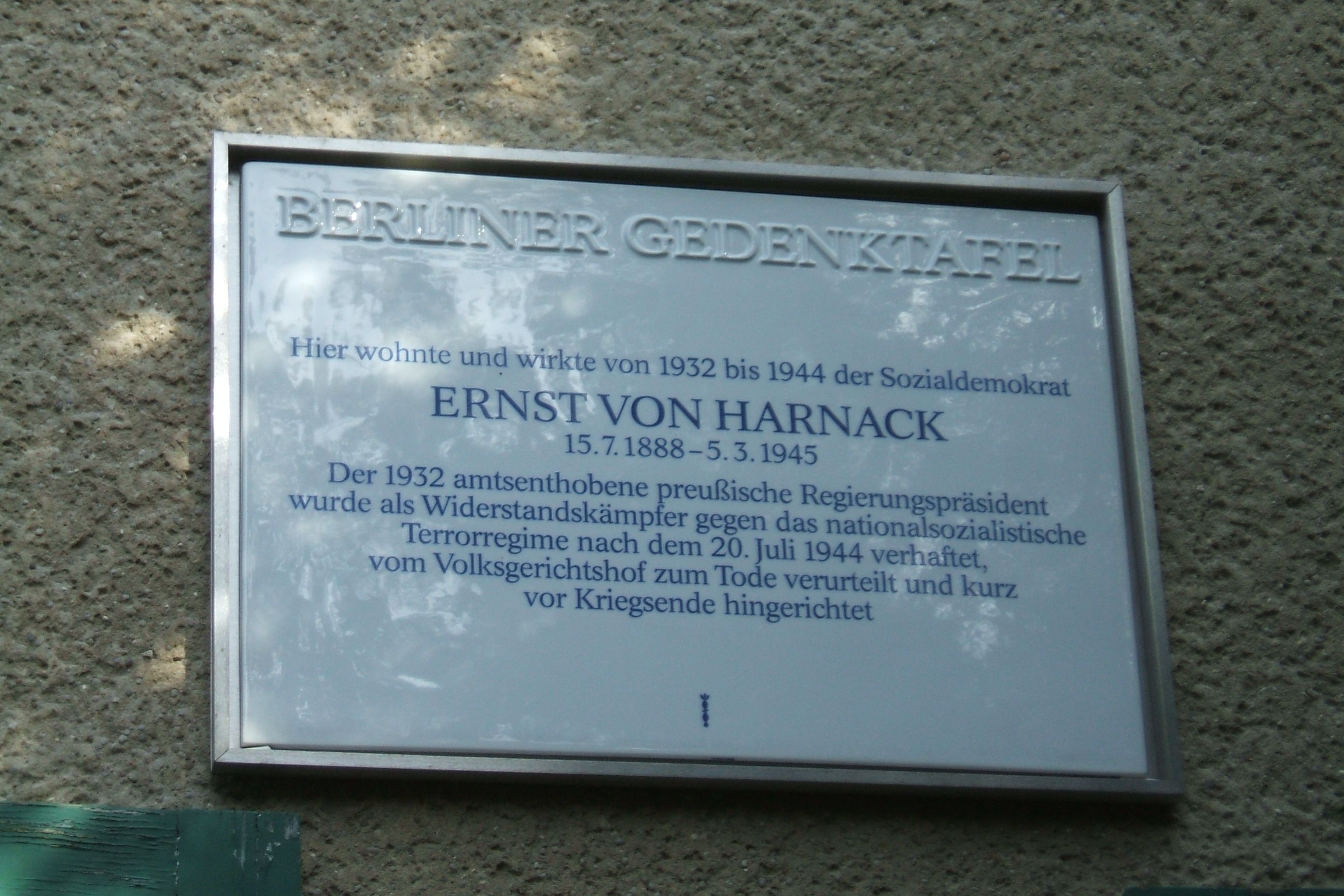
Plaque commémorative sur la maison à Am Fischtal 8, Berlin-Zehlendorf

Harnack est emprisonné pendant plusieurs semaines en 1933 après avoir tenté de retrouver les assassins de l'ancien ministre-président et député du SPD du Reichstag, Johannes Stelling (de), qui a été assassiné pendant la "semaine sanglante de Köpenick". À l'époque du national-socialisme, il est commissaire des tombes. En collaboration avec Willi Wohlberedt (de), il compile un registre des tombes pour Berlin et à partir de 1938 supervise les réinhumations à grande échelle qui ont été ordonnées pour la capitale mondiale d'Albert Speer, Germania.
En raison de sa participation au soulèvement du 20 juillet 1944, il est condamné à mort le 1er février 1945 par le Tribunal populaire. La sentence est exécutée par pendaison le 5 mars à Plötzensee par pendaison. Son corps est enterré dans un lieu inconnu.
Dans les années 1960, ses héritiers reçoivent une indemnité de 56 000 DM de la Cour d'appel de Berlin. Une tombe familiale au cimetière de Zehlendorf porte également son nom. Ce mémorial pour Ernst von Harnack (champ 11-HW-22/23) est dédiée comme tombe d'honneur de Berlin depuis 1952. La consécration est prolongée en 2018 de la durée habituelle de vingt ans.

## Travaux
- Die Praxis der Öffentlichen Verwaltung. Berlin, Springer, 1936 (Die Erstausgabe wurde kurz nach Erscheinen verboten. Erst in den 1950ern regulär erschienen.)
- Bestand und Erhaltung der bedeutsamen Grabstätten und Friedhöfe in Groß-Berlin. Denkschrift im Auftrag des Generalbauinspektors für die Reichshauptstadt. Teil 1–3, Berlin 1941–1943. (Zusammenfassung des Materials von Willi Wohlberedt (de)), drei Exemplare